# Intelsat 31
O Intelsat 31 (também chamado de IS-31, DLA 2 e ISDLA 2) é um satélite de comunicação geoestacionário que foi construído pela Space Systems/Loral (SSL). Ele está localizado na posição orbital de 95 graus de longitude oeste e é operado pela Intelsat. O satélite foi baseado na plataforma SSL-1300 e sua vida útil estimada é de 15 anos.

## História
A Space Systems/Loral (SS/L) anunciou em setembro de 2011 que foi adjudicado um contrato para fornecer dois satélites híbridos de alta potência nas bandas C e Ku, chamados de Intelsat 30 e 31 ou DLA 1 e 2, para a Intelsat prestar serviço de televisão Direct-to-Home (DTH) para a América Latina. Os dois satélites são operados pela Intelsat, para fornecer a capacidade completa de banda Ku deles para a DirecTV Latin America, um operador de televisão digital DTH que fornece serviços na América Latina.
As cargas de banda Ku, referido como DLA 1 e 2, são utilizadas para expandir as ofertas de entretenimento de DTH e fornecer serviços de backup e restauração. Os dois satélites foram lançados em 2014 e 2016, respectivamente, e estão colocalizados com o satélite da Intelsat Galaxy 3C localizado na posição orbital de 95 graus de longitude oeste, que a DTVLA tem usado desde 2002.
O satélite Intelsat 31 tem 10 transponders de banda C para uso próprio da Intelsat para expandir seus negócios no crescente mercado latino-americano.

## Lançamento
O satélite foi lançado com sucesso ao espaço no dia 9 de junho de 2016, às 07:10 UTC, por meio de um veiculo Proton-M/Briz-M, que foi lançado a partir do Cosmódromo de Baikonur no Cazaquistão. Ele tinha uma massa de lançamento de 6320 kg.

## Capacidade e cobertura
O Intelsat 31 é equipado com 10 transponders em banda C e 72 em banda Ku para fornecer serviços de DTH para a América Latina.